# Chrysoesthia falkovitshi
Chrysoesthia falkovitshi — вид лускокрилих комах з родини виїмчастокрилі молі (Gelechiidae).

## Поширення
Вид поширений на сході України, півдні Росії та у Монголії. Мешкає у вапнякових полинових степах.

## Спосіб життя
Кормовою рослиною для гусениць вказується лобода біла (Chenopodium album ).